# Еребор
Еребор (Самотна планина) у Рованиону, јужно од Сивих планина и између Мрке шуме и Гвоздених Брда. Године 1999. населио ју је патуљачки Краљ Траин Први и она је постала позната као Краљевство под Планином. Током више од седам векова патуљачко краљевство Еребор се уздизало у богатству и моћи, али године 2770. крилати змај ватреног даха по имену Шмауг разорио је краљевство и из њега истерао Патуљке. Скоро две стотине година Шмауг је живео у Еребору. Године 2941. убио га је Бард Луконосац. Патуљци су се вратили у Еребор и Краљ Даин Други је повратио богатство и славу Краљевства под Планином. За време Рата за Прстен, Сауронове снаге су напале и опселе Еребор. Међутим, када је Једини Прстен уништен, силе мрака су се истопиле и Патуљци и њихови савезници Људи од Дола су одбили војску Орка и Источњака која их је опседала. У Четвртом Добу Еребор је сачувао своје богатство и независност, али је био у тесном савезништву с Поново Уједињеним Краљевством Арнора и Гондора под Краљем Елесаром.